# Georges Grün
Georges Grün (25 de gener de 1962) és un exfutbolista belga.

## Selecció de Bèlgica
Va formar part de l'equip belga a la Copa del Món de 1986.

## Palmarès
Anderlecht
- Lliga belga de futbol: 1984–85, 1985–86, 1986–87
- Copa belga de futbol: 1987–88, 1988–89
- Supercopa belga de futbol: 1985, 1987
- Copa de la UEFA: 1982–83

Parma
- Coppa Italia: 1991–92
- Recopa d'Europa de futbol: 1992–93